# 상속자 (1977년 영화)
《상속자》(Mr. Billion)는 미국에서 제작된 1977년 드라마, 코미디, 멜로/로맨스, 액션 영화이다. R.G. 암스트롱 등이 주연으로 출연하였다.

## 출연

### 주연
- R.G. 암스트롱
- 재키 글리슨
- 케이트 헤플린
- 테렌스 힐

### 조연
- 샘 로우즈
- 윌 마체티
- 딕 밀러
- 발레리 페린
- 슬림 픽컨스
- 윌리엄 레드필드
- 레오 로시
- 칠 윌스
- 메리 우로노브

## 기타
- 연출: 조나단 카프란